# Tilda Johansson
Tilda Johansson (14 de julio de 1999) es una deportista sueca que compite en biatlón. Ganó tres medallas en el Campeonato Europeo de Biatlón de 2023, plata en velocidad y persecución y bronce en el relevo mixto.

## Palmarés internacional
| Campeonato Europeo | Campeonato Europeo  | Campeonato Europeo | Campeonato Europeo |
| Año                | Lugar               | Medalla            | Prueba             |
| ------------------ | ------------------- | ------------------ | ------------------ |
| 2023               | Lenzerheide (Suiza) | Medalla de plata   | Velocidad          |
| 2023               | Lenzerheide (Suiza) | Medalla de plata   | Persecución        |
| 2023               | Lenzerheide (Suiza) | Medalla de bronce  | Relevo mixto       |